# Platysteiridae
Los platisteíridos (Platysteiridae) es una familia de pequeñas y robustas aves paseriformes de los trópicos africanos. Se clasificaban antes como una subfamilia dentro de la familia de los papamoscas, Musicapidae.
La mayoría de las especies de este grupo tiene los ojos carunculados, es decir decoraciones carnosas coloridas alrededor de los ojos.
Estas aves insectívoras usualmente se encuentran en los bosques abiertos o matorrales. Cazan en vuelo como papamoscas, o tomando sus presas del suelo como los alcaudones. El nido es una copa pequeña y pulcra que hacen a baja altura en árboles o arbustos.

## Platysteiridae en orden taxonómico
Basado en del Hoyo et al. (2006)
- Género Megabyas
  - Megabyas flammulatus, papamoscas-alcaudón africano, African Shrike-flycatcher
- Género Bias
  - Bias musicus, papamoscas-alcaudón blanco y negro, Black-and-white Shrike-flycatcher
- Género Pseudobias
  - Pseudobias wardi, papamoscas-alcaudón de Ward, Ward's Shrike-flycatcher
- Género Batis
  - Batis capensis, batis de El Cabo, Cape Batis
  - Batis reichenowi, batis de Reichenow, Reichenow's Batis
  - Batis mixta, batis de cola corta, Short-tailed Batis
  - Batis crypta, batis oscuro, Dark Batis
  - Batis fratrum, batis de Woodward, Woodward's Batis
  - Batis margaritae, batis de Boulton, Boulton's Batis
  - Batis diops, batis de Ruwenzori, Ruwenzori Batis
  - Batis poensis, batis de Fernando Poo, Fernando Po Batis
  - Batis occulta, batis de África Occidental, West African Batis
  - Batis minulla, batis de Angola, Angola Batis
  - Batis minima, batis de Verreaux, Verreaux's Batis
  - Batis ituriensis, batis de Ituri, Ituri Batis
  - Batis senegalensis, batis de Senegal, Senegal Batis
  - Batis orientalis, batis de cabeza gris, Gray-headed Batis
  - Batis molitor, batis de Chinspot, Chinspot Batis
  - Batis soror, batis claro, Pale Batis
  - Batis pririt, batis de Pririt, Pririt Batis
  - Batis minor, batis de cabeza negra oriental, Eastern Black-headed Batis
  - Batis erlangeri, batis de cabeza negra occidental, Western Black-headed Batis
  - Batis perkeo, batis pigmeo, Pygmy Batis
- Género Dyaphorophyia
  - Dyaphorophyia concreta, ojicarunculado de vientre amarillo, Yellow-bellied Wattle-eye
  - Dyaphorophyia blissetti, ojicarunculado de cara roja, Red-cheeked Wattle-eye
  - Dyaphorophyia chalybea, ojicarunculado de cuello negro, Black-necked Wattle-eye
  - Dyaphorophyia jamesoni, ojicarunculado de Jameson, Jameson's Wattle-eye
  - Dyaphorophyia castanea, ojicarunculado castaño, Chestnut Wattle-eye
  - Dyaphorophyia tonsa, ojicarunculado de manchas blancas, White-spotted Wattle-eye
- Género Platysteira
  - Platysteira cyanea, ojicarunculado común, Common Wattle-eye
  - Platysteira albifrons, ojicarunculado de frente blanca, White-fronted Wattle-eye
  - Platysteira peltata, ojicarunculado de garganta negra, Black-throated Wattle-eye
  - Platysteira laticincta, ojicarunculado bandeado, Banded Wattle-eye
- Género Lanioturdus
  - Lanioturdus torquatus, alcaudón de cola blanca, White-tailed Shrike - (puede pertenecer a los alcaudones de arbusto en la familia Malaconotidae).